# Guvernul Provincial Cezaro-Crăiesc al Ducatului Bucovinei
Guvernul Provincial Cezaro-Crăiesc al Ducatului Bucovinei (în germană k. k. Landesregierung des Herzogtums Bukowina) a fost o un organ administrativ civil care, a reprezentat în Ducatul Bucovinei guvernul central de la Viena, care guvern central avea autoritate asupra părți estice a Imperiului Austro-Ungar, Cisleithania.
Guvernul (în germană Landesregierung) Țării Bucovinei avea o structură similară celorlalte guverne provinciale austriece, fiind  format din următoarele ministere: Interne, Culte și Educație, Apărare, Agricultură și Păduri, Comerț,  Meșteșuguri. Un Consiliu școlar, un Consiliu sanitar și o Direcție financiară, subordonate organelor de resort din  Viena, se aflau pe  același nivel de administrație cu guvernul.
Sediul guvernului se afla la Cernăuți, iar conducerea supremă a administrației provinciale centrale de stat, în Ducat, revenea Președintelui Țării (în germană Landespräsident).
Spre diferență de guvern, reprezentat al autorității centrale, camera legislativă provincială avea calitate de organ autonom.